# VTAM
VTAM (Virtual Telecommunications Access Method) ist ein Produkt der Firma IBM. Es stellt eine der zwei bekannten Implementierungen eines so genannten SSCP (engl. System Services Control Point) oder auch Physical Unit Type 5 (PU Type 5) dar. Dieser SSCP ist der hierarchisch höchste oder auch zentrale Netzwerkknoten innerhalb der SNA (engl. Systems Network Architecture). Die zweite Implementation eines SSCP ist TCAM (engl. TeleCommunications Access Method), welche als Vorgänger der VTAM gelten kann.
VTAM stellt u. a. eine Programmierschnittstelle bereit, die Funktionen zur Kommunikation mit Geräten für die Datenfernübertragung und deren Benutzern implementiert. Sie wurde in den 1970er Jahren entwickelt.
VTAM ermöglichte es Programmierern zum ersten Mal, die Geräte als eine „logische Einheit“ zu behandeln und ohne detaillierte Kenntnisse der Hardware der einzelnen Geräte oder der benutzten Protokolle zu steuern. Vor der Entwicklung von VTAM wurde BTAM, die Basic Telecommunications Access Method benutzt.